# Schibek Arapbajewa
Schibek Dschumalillowna Arapbajewa (kasachisch Жибек Джумалилловна Арапбаева; * 8. Dezember 1991 in Schymkent) ist eine ehemalige kasachische Freestyle-Skierin. Sie war auf die Disziplin Aerials (Springen) spezialisiert und nahm an je zwei Olympischen Winterspielen sowie Freestyle-Skiing-Weltmeisterschaften teil.

## Werdegang
Arapbajewa startete im Dezember 2008 in Adventure Mountain erstmals im Freestyle-Skiing-Weltcup, wobei sie die Plätze 20 und 19 errang. Bei den Weltmeisterschaften 2009 in Inawashiro kam sie auf den 24. Platz und bei den Olympischen Winterspielen 2010 in Vancouver auf den 23. Rang. Im folgenden Jahr gewann sie bei den Winter-Asienspielen in Almaty die Silbermedaille. Nachdem sie in der Saison 2011/12 mit sieben Top-Zehn-Platzierungen, Zweite in der Aerials-Disziplinenwertung des Europacups wurde, erreichte sie in der Saison 2012/13 mit dem achten Platz in Bukowel ihre einzige Top-Zehn-Platzierung im Weltcup sowie zum Saisonende mit dem 24. Platz im Aerials-Weltcup ihr bestes Gesamtergebnis. Beim Saisonhöhepunkt, den Weltmeisterschaften 2013 in Voss, errang sie den 18. Platz. Bei den Olympischen Winterspielen im folgenden Jahr in Sotschi sprang sie auf den 19. Platz. Bei der Winter-Universiade 2017 in Almaty holte sie die Silbermedaille und absolvierte im Januar 2018 in Lake Placid ihren 26. und damit letzten Weltcup, welchen sie auf dem 33. Platz beendete.

## Erfolge

### Olympische Spiele
- 2010 Vancouver: 23. Platz Aerials
- 2014 Sotschi: 19. Platz Aerials

### Weltmeisterschaften
- 2009 Inawashiro: 24. Platz Aerials
- 2013 Voss: 18. Platz Aerials

### Weltcupwertungen
| Saison  | Gesamt | Gesamt | Aerials | Aerials |
| Saison  | Platz  | Punkte | Platz   | Punkte  |
| ------- | ------ | ------ | ------- | ------- |
| 2008/09 | 112.   | 4      | 30.     | 28      |
| 2009/10 | 80.    | 7      | 28.     | 44      |
| 2011/12 | 157.   | 2      | 26.     | 15      |
| 2012/13 | 111.   | 10     | 24.     | 72      |
| 2013/14 | 185.   | 3      | 33.     | 15      |
| 2016/17 | 143.   | 5,71   | 29.     | 40      |
| 2017/18 | 145.   | 6,17   | 32.     | 37      |

### Winter-Universiade
- Almaty 2017: 2. Platz Aerials

### Europacup
- Saison 2011/12: 2. Platz Aerials-Disziplinenwertung
- 1 Podestplatz

### Weitere Erfolge
- Winter-Asienspiele 2011: 2. Platz Aerials